# Nessetal
Nessetal är en kommun och ort i Landkreis Gotha i förbundslandet Thüringen i Tyskland.
Kommunen ingår i förvaltningsområdet Nessetal tillsammans med kommunen Sonneborn.
Kommunen bildades den 1 januari 2019 genom en sammanslagning av de tidigare kommunerna Ballstädt, Brüheim, Bufleben, Friedrichswerth, Goldbach, Haina, Hochheim, Remstädt, Wangenheim, Warza och Westhausen.